# Ondrej Malachovský
Ondrej Malachovský (5. dubna 1929, Badin – 3. dubna 2011, Bratislava) byl slovenský operní zpěvák (bas).

## Životopis
Roku 1959 absolvoval studium zpěvu na Konzervatoři v Bratislavě (T. Tessler). Od 1959 sólista opery SND v Bratislavě, 1962–1965 stálý host opery Státního divadla v Brně, 1966–1969 angažován v opeře v Kolíně nad Rýnem, v sezóně 1979–1980 v opeře v Lublani. Na operní scéně SND vytvořil širokou paletu postav basového operního repertoáru, několik v různých inscenacích. Hned v první sezoně v SND ztělesnil postavu Svatopluka (Svatopluk, 1960, 1970, 1972, 1985), která se stala jednou z jeho nejvýznamnějších životních uměleckých kreací. Výrazný, mohutný a nosný hlasový materiál se hned od začátku jeho působení uplatňoval v nejrůznějším repertoáru. Roku 1965 zpíval Stelia (Krútňava 1965, 1978), vedle Svatopluka jeho druhou nejvýznamnější operní postavu; v následujících letech se stal jejím jediným představitelem. Schopnost mnohostranného uměleckého záběru charakterizují i další jeho postavy, významné jsou i jeho postavy ve filmovém, resp. televizním zpracování, účinkoval i v televizních filmech. Spolupracoval s Československým rozhlasem v Bratislavě, účinkoval i v průřezech oper. Významné árie ze svého repertoáru nazpíval na gramofonové desky. Se Slovenskou filharmonií účinkoval v oratoriálnych skladbách L. van Beethovena, G. F. Händela, G. Verdiho a dalších autorů. Hostoval i v zahraničí (Maďarsko, Polsko, Rakousko, SSSR, Itálie, Německo, Řecko).

## Ocenění
- 1971 Státní cena Klementa Gottwalda[2]
- 1977 Zasloužilý umělec
- 1978 Zlatý krokodýl
- 1984 Cena ZSDU
- 1988 Národní umělec
- 2008 Pribinův kříž II. třídy

## Dílo
- Don Basilio (Lazebník Sevilly, 1960, 1985)
- Sarastro (Kouzelná flétna, 1961, 1986)
- Chrudoš (Libuše, 1961)
- Kecal (Prodaná nevěsta, 1961, inscenace z roku 1953; 1983)
- Končák (Kníže Igor, 1962)
- Gremin (Eugen Oněgin, 1963, 1972)
- Rocco (Fidelio, 1974, 1982)
- Mefisto (Faust a Markétka, 1975)
- Hrabě Štefan Pongrácz (Obléhání Bystrice, 1983)